# 비양심성
비양심성(Unconscionability)은 영미법상 개념으로 계약체결시 계약이 비양심적인 의도나 상황하에 놓이므로 계약성립에 대한 항변사유가 되는 것을 말한다.

## 한국법

### 현저한 불균형
- 건물의 매도인이 건물철거소송의 패소확정으로 건물을 철거당함으로써 생업이 중단될 궁박한 상태에서 시가의 3분의 1에 미달하는 금액을 대금으로 하여 이루어진 건물의 매매는 불공정한 법률행위이다[1]
- 수사기관에 30시간 이상 불법구금된 상태에서 5억 원에 경락받은 토지지분 편취에 따른 손해배상으로 지분반환 외에 2억 4천만 원을 추가로 지급하기로 한 합의는 지나치게 과도한 것이므로 불공정한 법률행위에 해당한다[2]
- 농촌에서 농사만 짓던 가족이 정전사고로 가장을 잃어 경제적으로나 정신적으로 경황이 없는 상황에서 받을 수 있는 액수의 8분의 1밖에 되지 않는 사고배상금에 합의한 경우는 현저하게 공정을 잃은 법률행위로 무효이다[3]

## 관련 문헌
- 명순구 편저, 편집. (2004년 8월 27일). 《쉽게 익히는 미국계약법입문》 초판. 서울: 법문사. ISBN 89-18-01083-4.
- 김선국, 미국계약법연구서설, 財産法硏究 第23卷 第3號, 2007. 2.
- 가정준, 미국계약법의 구조와 이해, 財産法硏究 第23卷 第3號, 2007. 2.

## 같이 보기
- 묵시적 보장
- 착오 (법)
- 내 서명이 아님
- 부당위압